# Garra Blanca
La Garra Blanca es una barra brava de hinchas del equipo de fútbol Colo-Colo de Santiago de Chile. Su rival principal es la barra Los de Abajo,  formada por seguidores de la Universidad de Chile con quienes ha protagonizado diversos hechos de violencia. También mantiene una fuerte rivalidad con Los Cruzados y Los Panzers.
Durante los partidos que Colo-Colo juega de local en el Estadio Monumental, la barra se instala en la galería norte al igual que cuando actúa de visita en el Estadio Nacional, recinto donde actuó de local por muchos años. Durante comienzos de los años 1990 la Garra Blanca alcanzó notoriedad por su alto poder de congregación de jóvenes de distintos sectores del país que en su mayoría seguían tendencias musicales relacionadas al movimiento metalero, particularmente el thrash metal y también al movimiento punk, tal cual era la moda de los jóvenes de la época.
 

Una investigación realizada desde las ciencias sociales da cuenta de las prácticas y representaciones socio-deportivas, políticas y éticas de miembros de la barra Garra Blanca (GB) durante el período 1995-2000 (Cifuentes & Molina, 2000). Es interesante la metodología y las categorías teóricas para poner en valor la GB desde sus propias dinámicas vivenciales (hincha del garra, engrupidos y garreros netos) (Cifuentes & Molina, 2000, p. 55) visibilizando los procesos identitarios y de memoria situada del imaginario barrista. "Colo-Colo me ha dado alegrías que nadie me ha dado" un relato y percepción que está apropiado en los sectores juveniles urbano-populares dando cuenta que el fenómeno sociocultural del hinchismo va más allá de lo deportivo y de la industria del fútbol profesional. 
"La Garra Blanca, desde su plataforma existencial y expresiva proyecta desde su inmediatez vivencial y cotidianeidad histórica una forma legítima de enfrentar, codificar y proyectar un tipo de intemperie social que el sistema neoliberal instituido ha agudizado y reproducido. Una vez más el 'populacho', el niño y la niña 'guacha', el 'roto', el 'punga', el 'flaiter', el 'picante', el lana, el rockero, el 'marihuanero', el 'borracho', el y las jóvenes populares y todos los nombres posibles que apelan a estos sectores de manera peyorativa, una y otra vez ponen en jaque a la historia naturalizada por los sectores conservadores. Una vez más el principio de realidad es sobrepasado por el principio del placer y la realidad por hacer es construida desde una voluntad que desea justicia, igualdad y libertad. Una vez más los sujetos de carne y hueso dejan de ser personajes literarios o un simple número codificable, para abrir-se al mundo posible. El espacio de convivencia social hoy demasiado reducido por el pragmatismo y mercantilismo humanizante, estos jóvenes lo re-significa y deja entrever en sus prácticas la incertidumbre y la duda. Un tipo de ascetismo capaz de decir 'no' y constituir un 'nosotros' y 'nosotras' posible en la propia convivencia social, desde sus plataformas de encuentro socio-juvenil" (Cifuentes & Molina, 2000, p. 125) (por un tema de lenguaje se ha re-escrito parte de la escritura sexista)

## Antecedentes

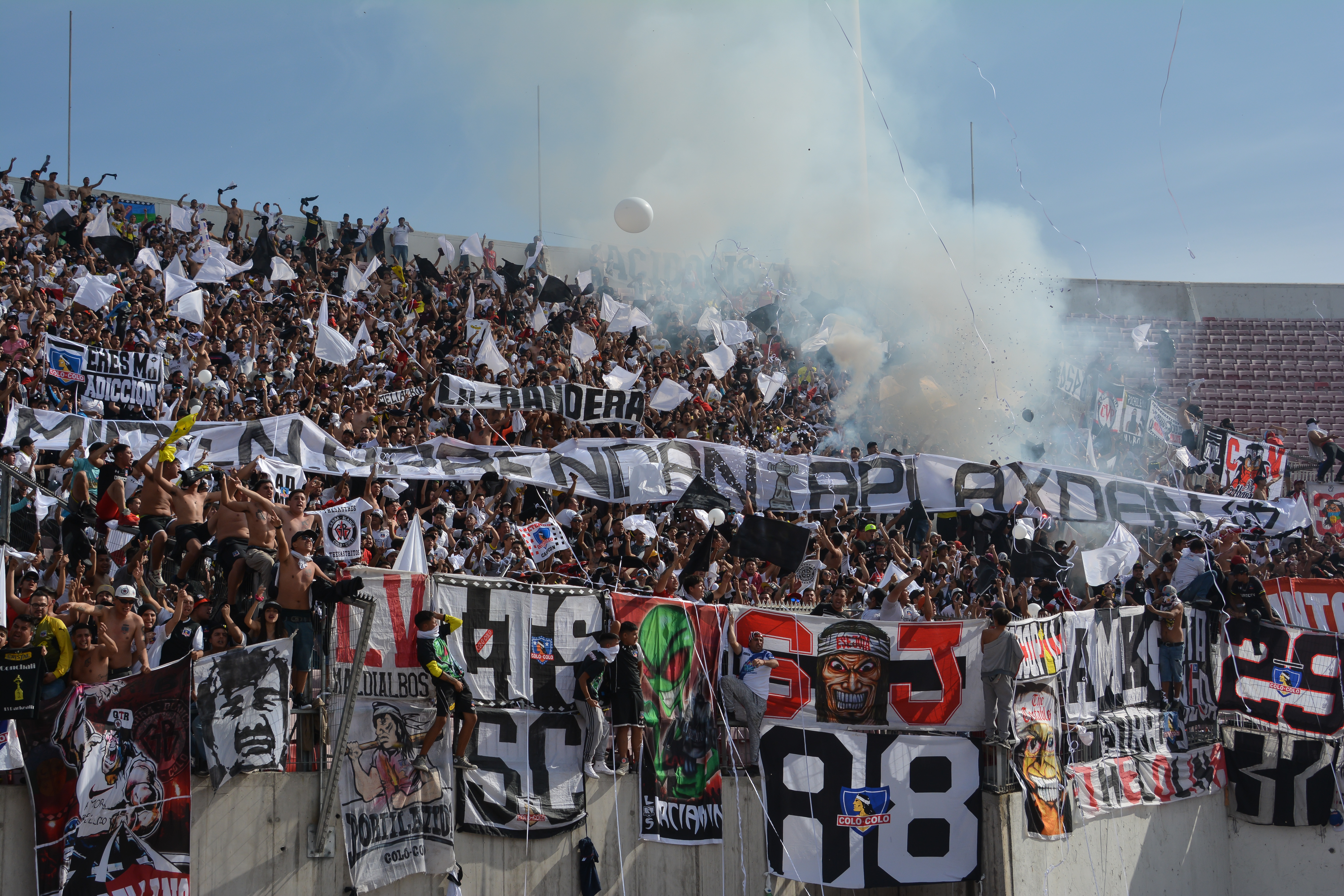
Imagen de la Garra Blanca previo al Superclásico N°183 entre albos y azules

Las primeras barras de Colo-Colo datan desde la misma fundación del club, pero sin contar con un nivel organizacional que les permitiera ser reconocida por el club. El 30 de octubre de 1963 se fundó la primera barra organizada de Colo-Colo denominada Barra Maratón, que pasaría a ser la barra oficial de ese entonces con cánticos y un vistoso lienzo ubicado en la puerta de Maratón del Estadio Nacional de Chile. Los miembros de esta agrupación vestían enteramente de blanco. 
El 24 de agosto de 1978 se crea una nueva barra anexa llamada Barra Juvenil, los integrantes de ésta cambiaron la forma de ver los partidos, ya que fueron la primera barra en Chile en cantar siendo coordinados por una caja. También tuvieron la primera bandera gigante del país y empezaron a viajar por Chile para alentar a Colo-Colo.
A principios de los años 1980 se crea la barra ¿Quién es Chile? y pasa a ser la barra oficial del equipo. En este tiempo se destaca que los hinchas que eran parte de estas barras se trasladan al sector norte del estadio y llenaban de lienzos gigantes el sector, tanto para los partidos de Colo-Colo como para los de la selección chilena. También existían otras barras organizadas de gran renombre en la fanaticada alba, como las barras Carlos Caszely, Elson Beyruth, Monumental, entre otras.   
Durante 1985 se forma la Barra Estudiantil de Colo-Colo, considerada como la precursora de la Garra Blanca; el 27 de noviembre de 1985 se ven las primeras divergencias dentro de la barra, entre quienes deseaban mantener la barra tal cual y quienes proponían adoptar una nueva identidad cambiando las antiguas prácticas barristas, influenciados por el movimiento hooligan británico.
Durante el primer partido como local de Colo-Colo por la Copa Polla LAN Chile 1986 ante Naval el 9 de febrero, un grupo de barristas descolgados de la Barra estudiantil, en el sector norte del Estadio Nacional, ubican un lienzo con la sigla GB. Se señala como lugar de nacimiento de la Garra Blanca la población Juan Antonio Ríos de la comuna de Independencia, caracterizada por el pelo largo, caras pintadas, torso desnudo y gritos de grueso calibre. Este sector logra sumar adeptos durante los partidos del torneo, y el siguiente año logran registrar alrededor de medio centenar de adeptos. Mientras que en 1988 aparece la primera bandera británica, en alusión a los hooligans.
En 1990, en una asamblea abierta del club, dirigida por su presidente Peter Dragicevic, los integrantes de la Garra Blanca le pidieron al presidente cantar el himno del club. Dragicevic no recordó parte de la letra, por lo que fue increpado fuertemente por la barra; este incidente culminó con el fin del reconocimiento del club a la Garra Blanca como barra oficial.

## Hechos de violencia

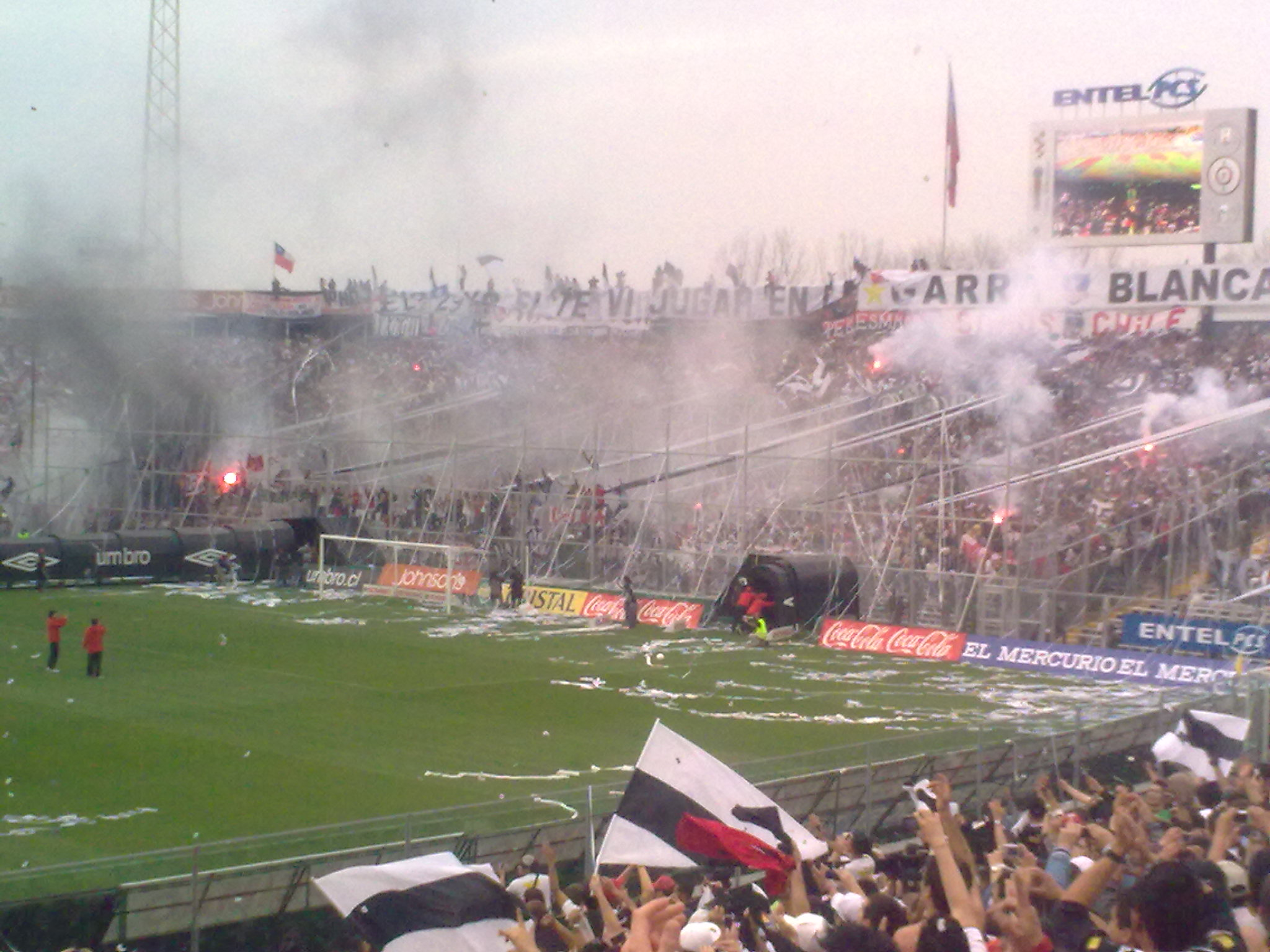
Garra Blanca previo al comienzo de un superclásico

Desde mediados de los años 1990, la Garra Blanca adquirió notoriedad nacional debido a los incidentes violentos producidos en los partidos de su equipo, acentuándose para los clásicos contra la Universidad de Chile, convirtiendo los alrededores del estadio en un verdadero campo de batalla contra Carabineros. 
El primer incidente del que se tiene recuerdo fue durante la Liguilla Pre-Libertadores 1987 que se celebró en febrero de 1988. Durante la segunda fecha de dicha competencia, Colo Colo enfrentó a Universidad de Chile en una nueva versión Superclásico: en un partido terminado en empate sin goles, miembros de la Garra Blanca se enfrentaron con Carabineros  dentro y fuera del Estadio Nacional, registrándose decenas de detenidos. En el Superclásico de la segunda rueda del torneo de Primera División de 1988, jugado en enero de 1989, protagonizaron serios incidentes: destruyeron la Galería Norte del Estadio Nacional, quemaron banderas del equipo en señal de repudio y gritaron vendidos a los jugadores albos dirigidos por Arturo Salah durante la derrota por 0-3 ante el archirrival. Los destrozos generados por la barra se avaluaron en 3 millones de pesos, mientras que el presidente albo Peter Dragicevic señalo que la barra estaba con «tarjeta amarilla» por los destrozos.
El primer muerto por violencia en el fútbol chileno ocurrió en octubre de 1990, cuando miembros de la Garra Blanca golpearon a Danilo Rodríguez, simpatizante de Unión Española de 17 años, quién agonizó por 6 días antes de fallecer. Durante el Superclásico válido por la Copa Chile 1994, miembros de la Garra Blanca destruyeron parte de la cabecera norte del Estadio Nacional. En dicho partido esta como espectador en la Tribuna Pacífico el entonces Presidente de la República Eduardo Frei, testigo privilegiado de los destrozos e incendios Como consecuencia de este episodio, el Gobierno y el Congreso apuraron la publicación de la «Ley de violencia en los estadios».
Uno de los casos más significativos fue un pleito entre dos miembros de la Garra Blanca dentro del Estadio Monumental, el 3 de diciembre de 2000: «El Barti», uno de los líderes de la barra, apuñaló a «El Huinca», lo que fue captado por las cámaras de televisión. Dos años después, los tribunales chilenos aplicarían por primera vez la «Ley de violencia en los estadios» condenando a «El Barti» a cinco años de prisión por homicidio frustrado y a «El Huinca» a 541 días.
Otro hecho de violencia protagonizado por la Garra Blanca ocurrió el 18 de abril de 2015, en el encuentro entre Colo-Colo y Universidad Católica, donde barristas del Cacique lanzaron bombas de humo a la cancha en el minuto 65 de partido, que Colo-Colo perdía por 3 goles a 0, para luego más tarde romper la reja del sector Arica del Estadio Monumental, ya casi al final del partido.
En diciembre de 2015, Colo-Colo disputaría el último partido del campeonato frente a Santiago Wanderers en Valparaíso. Horas antes del encuentro, un hincha del club porteño recibió, entre otras cosas, piedras en su auto, dejándolo gravemente herido. Cuando los equipos salieron a la cancha, la Garra Blanca recibió a su equipo con mucho humo blanco, mientras Los Panzers entraban a la cancha. Esto provocó la reacción de los barristas albos, ellos también entraron a la cancha para luego dar una batalla campal dentro del campo de juego. Finalmente, se suspendió el partido, pero Colo-Colo logró bajar su estrella 31 sin jugar, debido a que en paralelo a este encuentro jugaba Universidad Católica y Audax Italiano en La Florida, partido que los itálicos ganaron por 1 a 0, dejando a los cruzados sin opción al título.

## Divisiones

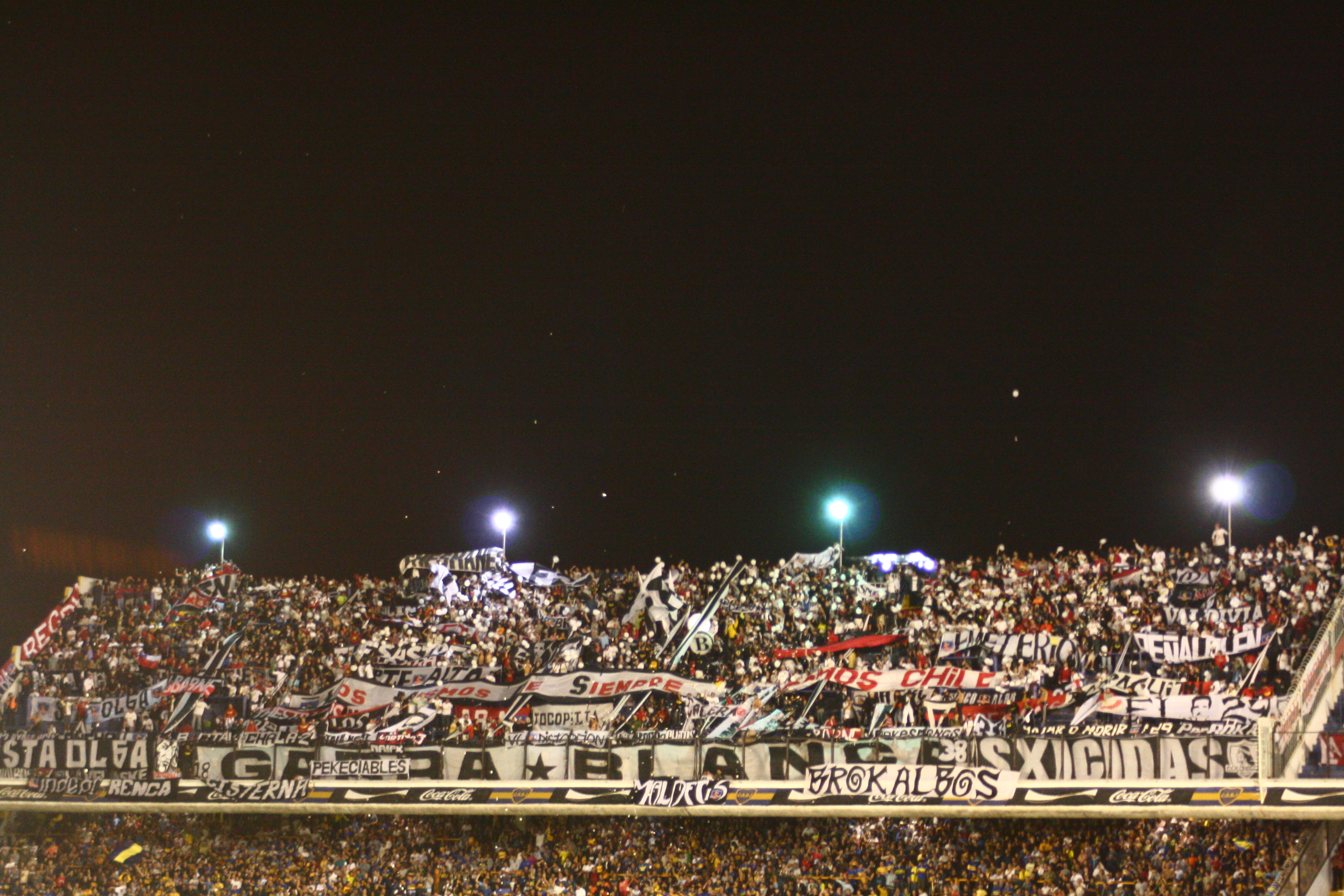
Vista de la Garra Blanca en el Estadio La Bombonera, Buenos Aires, Argentina.

Luego de la riña entre El Barti y El Huinca en diciembre del año 2000, el puesto de líder en la barra quedó libre, por lo que en 2002 Francisco Muñoz, conocido como Pancho Malo, tomó el poder en la barra del cacique. Con él, la Garra Blanca empezó a tener nexos con Blanco y Negro, los que iban desde entradas para reventa hasta sueldos para los barristas. Esto, sumado a otros factores como la monarquía que se vivía en la barra, hizo que ésta se dividiera en dos facciones: Coordinación Garra Blanca y Los Ilegales, estos últimos dejaron el sector norte del Estadio Monumental para ubicarse en el codo Galvarino.
El 15 de junio de 2012, fue asesinado Francisco Figueroa Muñoz, conocido como Mero Mero miembro del piño Spectros, quienes pertenecían a la facción de Los Ilegales. Fue brutalmente apuñalado por miembros de la Coordinación Garra Blanca, presuntamente enviados por Pancho Malo. Esta fue la gota que rebalsó el vaso para Los Ilegales, quienes en menos de 2 años lograron tomar el poder de la barra.
Actualmente,[¿cuándo?] la Garra Blanca es comandada por Los Ilegales, compuesta por diversos piños esparcidos a lo largo de Chile.

## Discografía
Los integrantes de la Garra Blanca han sacado 5 discos con los cánticos que alientan a Colo-Colo dentro y fuera del estadio. Estos trabajos han ido avanzando a medida que pasa el tiempo, desde su primer disco que fue un trabajo humilde tan solo apoyados por el sonido del bombo, hasta el último que fue mejorado con apoyo de la tecnología.
| N.º | Título                   | Año  |
| --- | ------------------------ | ---- |
| 1   | La Hinchada Nº 1'        | 1995 |
| 2   | Bailando con la Hinchada | 1996 |
| 3   | Se viene el Albo Campeón | 1998 |
| 4   | Del Barrio al Tablón     | 2002 |
| 5   | Hasta Romper la Voz      | 2010 |